# نذير أباد (سلطانية)
نذیر أباد (بالفارسية: ندیرآباد) هي قرية تقع في إيران في قسم سلطانیة الریفي. يقدر عدد سكانها بـ 21 نسمة بحسب إحصاء 2016.